# 扎盧日扎 (茲巴拉日區)
49°40′19″N 25°45′4″E / 49.67194°N 25.75111°E
扎盧日扎（烏克蘭語：Залужжя），是烏克蘭的村落，位於該國西部捷爾諾波爾州，由捷尔诺波尔区負責管轄，始建於1444年，面積4.62平方公里，2001年人口1,242，人口密度每平方公里268.9人。